# Kunhardtia
Kunhardtia é um género botânico pertencente à família Rapateaceae.